# Forever (马丁·盖瑞斯歌曲)
《Forever》是荷兰DJ马丁·盖瑞斯和俄罗斯DJ组合Matisse & Sadko录制的歌曲。2017年10月20日，歌曲通过盖瑞斯位于荷兰的唱片公司戳印唱片发行，并独家授权给索尼音乐旗下的史诗唱片。《Forever》是马丁·盖瑞斯和Matisse & Sadko继《Dragon》、《Break Through the Silence》和《Together》后合作完成的第四首歌曲。

## 背景
2017年9月9日,盖瑞斯和Matisse & Sadko在上海超世代音乐节上首次演唱了《Forever》，并在Snapchat上发布了一段在演唱过程中录制的10秒钟的歌曲片段。歌曲的官方预告片在发行前两天由其唱片公司发布于Twitter，歌曲正式发行于盖瑞斯（以“GRX”之名）与Brooks共同创作《Boomerang》的一周后，当时正值《DJ杂志》百大DJ排行榜发布前一天。

## 评价
《Dancing Astronaut》称《Forever》是一首旋律优美的浩室组合歌曲，他们将其描述为“一首完整的节日颂歌，配以戏剧性的管风琴演奏和怀旧的旋律”。《公告牌》的凯特·贝因（Kat Bein）写道，这首歌以“令人心动的教堂风琴和弦”和“过高的鼓声在吉他声中回荡”。同时，她也指出无人声可以改善歌曲的氛围。加泰罗尼亚电台《Flaix FM》称，歌曲简介让人想起了盖瑞斯的上一首歌曲《Pizza》，但他们认为《Pizza》的开头更具旋律性和史诗性。然而，他们指出，在这两首歌中有“两个主题，并具有非常相似的音乐结构”，这对于“渐进Big room流派”来说很明显。

## 音乐视频
2017年10月20日，《Forever》的官方音乐视频通过马丁·盖瑞斯的YouTube频道发布。视频由达米安·卡什尼亚（Damian Karsznia）执导、拍摄和编辑，并由制片助理乔里斯·霍文伯格（Joris Hoevenberg）和迈斯·罗曾（Mees Roozen）共同完成。视频拍摄于苏格兰，记录了了摩托车骑手贾克·范·霍夫（Sjak van Hoof）的一次公路旅行。他穿过了山脉和山谷旁的道路，正如单曲封面所示情景一样。

## 榜单
| 榜单（2017年）                     | 最高排名 |
| ---------------------------------- | -------- |
| 比利时佛兰德（Ultratip榜外單曲榜） | 16       |
| 比利时瓦隆（Ultratip榜外單曲榜）   | 27       |
| 比利时佛兰德（Ultratop舞曲榜）     | 30       |
| 比利时瓦隆（Ultratop舞曲榜）       | 15       |
| 荷兰（荷蘭四十強單曲榜）           | 11       |
| 荷兰（荷兰三十強舞曲榜）           | 17       |